# 相馬利胤
相馬 利胤（そうま としたね）は、江戸時代前期の大名。相馬義胤（第16代）の長男。陸奥相馬中村藩初代藩主。初名は三胤、のち蜜胤、利胤。正室は蘆名義広の娘（実際は蘆名盛隆の娘）・江戸崎御前。江戸崎御前の没後は、徳川秀忠養女（土屋忠直の異父妹で、岡田元次の娘）を正室として迎えた。子には相馬義胤（長男）、娘（寺沢堅高継室）などがいる。

## 経歴
慶長元年（1596年）、父・義胤が佐竹義宣と共に石田三成と親密な関係であったため、元服に際しては石田三成から偏諱を受けて三胤（みつたね）と名乗った。同時に従五位下・大膳亮に叙任。
また蘆名盛隆の次女（蘆名義広の養女）を正室に迎えた（江戸崎御前）。
慶長5年（1600年）、関ヶ原の戦いでは父の義胤が佐竹家とともに中立を決め込んだため、徳川家康によって所領を没収され、改易の危機に立たされた。このとき秋田に転封された佐竹義宣から所領を裾分けするという誘いを受け、義胤は秋田に移るもやむを得ずという結論に達したが、三胤は義胤の前に進み出て、

「自分は尊慮の他に存奉る。当家代々将軍に扈従し、今飢寒を凌がんとて佐竹の旗下になり、苗字を汚さんは更に詮無し。自ら江戸へ出府し、両大君の御念を鎮め、少分の恩沢にも預かり、旗本に苗字を残すにおいては本望、左なくば家を滅するか罪科を受くべし」

と訴えた。義胤はこの案を採用し、三胤は石田三成由来の「三」の字を改め、蜜胤（読みは同じく「みつたね」）と名前を変え、わずかの家臣を伴い、直訴のため自ら江戸に赴いた。幕閣に取り入る縁故は全くなかったが、義胤の旧縁を頼りに大身旗本の島田重次を頼り、本多正信のとりなしを得ることに成功した。家康・秀忠への正信の説得もあり、蜜胤は所領を安堵された。『藩翰譜』によれば、このとき相馬家の仇敵でもあった伊達政宗のとりなしもあったというが、同書の成立は100年後のことであり、これについては間違った情報であるという説もある。
慶長6年（1601年）、正室である蘆名義広の娘（実際は蘆名盛隆の娘）江戸崎御前が亡くなると、慶長7年（1602年）12月に徳川秀忠の養女という形式で、旗本の岡田元次の次女を継室に迎えた。蜜胤は将軍の代理として婚礼の席に赴いた、幕府の実力者の土井利勝に頼み、土井家の通字「利」の偏諱をもらって利胤（としたね）と名を改めた。12月18日、従四位下に昇叙。
慶長16年（1611年）、居城を小高城から相馬中村城へ移した。慶長20年（1615年）の大坂夏の陣では、徳川秀忠軍の先鋒として奮戦している。その後は中村の城下町を京のような碁盤の目のような町に改造したり（現在の相馬市の基礎となった）、家臣に陶芸を学ばせて相馬駒焼の基礎を作り出すなど、政治的に優れた名君ぶりを発揮した。
寛永2年（1625年）9月10日、父に先立って45歳で死去した。墓地は福島県南相馬市の同慶寺にある。

## 系譜
父母
- 相馬義胤（父）
- 長江盛景の娘（母）

正室、継室
- 江戸崎御前 ー 蘆名義広の娘（正室）
- 徳川秀忠の養女 ー 岡田元次の娘（継室）

子女
- 相馬義胤（長男）生母は継室
- 寺沢堅高継室